# Jordi Martí i Font
Jordi Martí i Font   (Tarragona, 31 de maig de 1969) és un filòleg, professor, periodista, escriptor, editor i activista social català. Ha estat militant de la Candidatura d'Unitat Popular i està afiliat a la Confederació General del Treball (CGT).

## Trajectòria
Va néixer el 1969 a Tarragona i resideix a Marçà, al Priorat. Es va doctorar en Filologia Catalana per la Universitat Rovira i Virgili el 2015 amb la tesi «Josep Llunas, la literatura obrerista i la construcció de l'anarquia en català al segle xix» i va obtenir dos màster en Crítica Literària i Llengua i Literatura Catalanes a la mateixa universitat.
En l'àmbit professional exerceix de professor de llengua catalana i literatura, i arts escèniques a l'educació secundària.
A nivell sociopolític ha participat en les lluites anarcosindicalista, antimilitarista i independentista del Camp de Tarragona. Ha participat en l'Ateneu Llibertari Alomà de Tarragona, la Coordinadora Tarragona Patrimoni de la Pau, Deixem de ser una Illa-CGT, el Col·lectiu Independentista del Priorat i diversos casals del Camp. Va ser secretari de Comunicació de la CGT de Catalunya i coordinador de la publicació Catalunya, així com secretari general de la Federació Intercomarcal de la CGT de Tarragona.
Ha estat cantant i guitarra del grup Llunàtics, amb qui va publicar la maqueta Caliquenyo Conexxiont i va enregistrar els CD Qui la ballarà! i No tenim por. Com a periodista cultural ha realitzat els programes de ràdio Som uns pollastres! a Ràdio Falset, Pelant canyes a Tarragona Ràdio i Assentiré de grat a Ràdio Terra. Ha publicat en prop de cent capçaleres de paper, com Catalunya, Papers, El Triangle, Directa, El Diari de l'Educació o Diari del Priorat, així com en portals d'informació electrònica com Llibertat.cat, Enfocant.net, Estel Negre o Pobleviu.cat. Des de finals de 2012 és un dels impulsors de l'editorial Lo Diable Gros. Amb aquesta editorial ha estat editor de l'obra poètica completa de Salvat-Papasseit, titulada Joan Salvat-Papasseit: Poeta amb majúscula, i dels llibres del mateix autor Mots propis i Fum de fàbrica, que també ha traduït al català.
A les eleccions municipals de 2011 va anar en segon lloc en la llista de la Candidatura d'Unitat Popular (CUP) de Tarragona. L'any següent, a les eleccions al Parlament de Catalunya de 2012 va encapçalar sense èxit les llistes de la CUP-Alternativa d'Esquerres de la circumscripció de Tarragona. A les eleccions municipals de Tarragona 2015 va ser escollit regidor de Tarragona per la candidatura de la CUP-Poble Actiu. En les eleccions al Parlament de Catalunya de 2015 va formar part de la llista electoral de la Candidatura d'Unitat Popular - Crida Constituent en setena posició per la circumscripció de Tarragona. El 16 d'octubre de 2018 va dimitir com a regidor a l'Ajuntament de Tarragona per motius laborals i va ser substituït pel també sindicalista Jaume López Martín.

## Obres
- Ni Nadal ni Setmana Santa. El Camp: deu anys d'opinió crítica (2008)[16]
- Visions perifèriques de combat (2012)[17]
- En aquesta gran època... Les paraules són punys (2015)[18]
- La poesia obrerista de Josep Llunas. Un intent d'estètica anarquista en la literatura catalana del segle XIX (2015)[19]
- Crema Londres a Tarragona (2017), amb la fotògrafa Roser Arques[20]
- Visca la terra i visca l'anarquia (2017)[21]
- Llibre negre (primer volum) (2018)[22]
- Misèria sense companyia (2018)
- Llibre negre (segon volum) (2019)
- Tarragona desballestada (Lleixiu de cendra o pixum) (2019)[23]
- Llibre negre (tercer volum) (2019)
- Paper, tinta i COVID-19, amb il·lustrador Amat Pellejà (2020)[24]
- Visca la Terra i visca l'Anarquia (2). De l'1 d'octubre al 2020 (2020)
- Josep Llunas i Pujals. Obra teòrica completa (edició, introducció i notes, 2020)[25]
- El colós de l'anarquisme. Obra completa de Salvador Seguí (2021)[26]
- L'Odisseu de sal (2021)[27]
- Breu història de l'anarquisme als Països Catalans, amb Dolors Marín Silvestre (2021)
- BSO (Banda Sonora Original), amb el dibuixant Azagra i la il·lustradora Encarna Revuelta (2022)
- Josep Llunas, La Tramontana i l'anarquia en català (2022)
- Clavellet, un vampir de l’Alguer (2023)[28]
- Secondina, crònica de la putrefacció (2024)